# Johann Rosenzopf
Johann Rosenzopf (* 22. April 1939 in Klagenfurt am Wörthersee; † 11. Mai 2018) war ein österreichischer Industriekaufmann. Er gilt als Ideen- und Impulsgeber der Olympischen Jugendspiele des Internationalen Olympischen Komitees (IOC).
Im Februar 1998 hatte Johann Rosenzopf die Idee, Olympische Jugendspiele weltweit ins Leben zu rufen. Über mehrere Jahre hinweg stand Rosenzopf daraufhin mit dem Internationalen Olympischen Komitee (IOC) in Kontakt, um seine Idee anzuschieben, erhielt zunächst jedoch immer wieder Absagen. Der Terminkalender sei bereits voll mit internationalen Sportevents und man strebe nicht die Entwicklung neuer Events an, teilte ihm das IOC per Post mit.
Dennoch beschloss das IOC am 5. Juli 2007 in Guatemala – unter der Führung von IOC-Präsident Jacques Rogge – die Einführung von Olympischen Jugendspielen. Im November 2010 wurde Rosenzopf schließlich im Zuge eines Rechtsstreits durch das IOC als Ideengeber der Jugendspiele anerkannt. Rosenzopf habe „einen wertvollen und bedeutsamen Impuls und Beitrag“ zur Idee geleistet, ließ Rogge in einer offiziellen Mitteilung ausrichten.